# 道場良久
道場 良久（どうば　よしひさ）は、日本の柔道家。階級は78kg級。

## 経歴
旭川龍谷高校から天理大学へ入学すると、優勝大会では中央大学と対戦して95kg超級の吉岡剛に袈裟固で敗れてチームは3位になるも、1年生ながら優秀選手賞を受賞した。1978年の優勝大会では決勝で東海大学に敗れて2位だった。一方、リオデジャネイロで開催された世界学生では78kg級で優勝を飾った。卒業後は警視庁へ入庁すると、1983年の環太平洋柔道選手権大会では2位だった。1984年の全日本選手権ではベスト16に入った。引退後は警視庁の柔道師範と講道館指導員になった。また、全日本柔道連盟の形特別委員会委員に選出された。

## 戦績
- 1977年 -　優勝大会　3位
- 1978年 -　優勝大会　2位
- 1978年 -　世界学生　優勝
- 1980年 -　優勝大会　3位
- 1983年 -　環太平洋柔道選手権大会　2位

(出典、JudoInside.com)。